# Jatropha latifolia
Jatropha latifolia är en törelväxtart som beskrevs av Ferdinand Albin Pax. Jatropha latifolia ingår i släktet Jatropha och familjen törelväxter.

## Underarter
Arten delas in i följande underarter:
- J. l. angustata
- J. l. latifolia
- J. l. subeglandulosa
- J. l. swazica